# Tournoi de tennis de Hoylake
Le tournoi de Hoylake (Merseyside, Angleterre), aussi connu comme North of England Championships, est une compétition de tennis du circuit professionnel féminin WTA et masculin ATP.
Dix éditions féminines successives de l'épreuve ont été organisées de 1965 à 1974. 
Les finales de l'édition 1972 n'ayant pu être disputées, un partage a été décidé.

## Palmarès dames

### Simple
| No       | Date       | Nom et lieu du tournoi                           | Catégorie  | Dotation | Surface      | Vainqueure           | Finaliste       | Score          |         |
| -------- | ---------- | ------------------------------------------------ | ---------- | -------- | ------------ | -------------------- | --------------- | -------------- | ------- |
| 1        | 12-07-1965 | Hoylake And West Kirby Tournament, Hoylake       |            | NC       | Gazon (ext.) | Margaret Smith       | Judy Tegart     | 6-4, 6-4       | Tableau |
| 2        | 11-07-1966 | Hoylake And West Kirby Tournament, Hoylake       |            | NC       | Gazon (ext.) | Margaret Smith       | Annette Van Zyl | 3-6, 6-1, 6-4  | Tableau |
| 3        | 15-07-1967 | Rothmans North of England Champ’s, Hoylake       |            | NC       | Gazon (ext.) | Virginia Wade        | Judy Tegart     | 6-3, 6-4       | Tableau |
| Ère Open |            |                                                  |            |          |              |                      |                 |                |         |
| 4        | 15-07-1968 | Liverpool Post North of England Champ’s, Hoylake |            | NC       | Gazon (ext.) | Margaret Smith Court | Virginia Wade   | 6-2, 6-4       | Tableau |
| 5        | 14-07-1969 | Rothmans North of England Champ's, Hoylake       |            | NC       | Gazon (ext.) | Virginia Wade        | Christine Janes | 0-6, 6-4, 8-6  | Tableau |
| 6        | 13-07-1970 | Rothmans North of England Champ’s, Hoylake       |            | NC       | Gazon (ext.) | Evonne Goolagong     | Kerry Melville  | 2-6, 6-2, 6-1  | Tableau |
| 7        | 12-07-1971 | Rothmans North of England Champ’s, Hoylake       |            | 10 000 $ | Gazon (ext.) | Billie Jean King     | Rosie Casals    | 6-3, 6-3       | Tableau |
| 8        | 17-07-1972 | Rothmans North of England Champ’s, Hoylake       | Grand Prix | 13 000 $ | Gazon (ext.) | Evonne Goolagong     | Betty Stöve     | Partage        | Tableau |
| 9        | 16-07-1973 | Rothmans North of England Champ’s, Hoylake       |            | NC       | Gazon (ext.) | Patti Hogan          | Sharon Walsh    | 11-9, 4-6, 6-4 | Tableau |
| 10       | 15-07-1974 | Rothmans North of England Champ’s, Hoylake       |            | NC       | Gazon (ext.) | Jackie Fayter-Hough  | Patti Hogan     | 6-0, 7-5       | Tableau |

### Double
| No       | Date       | Nom et lieu du tournoi                          | Catégorie  | Dotation | Surface      | Vainqueures                        | Finalistes                            | Score         |         |
| -------- | ---------- | ----------------------------------------------- | ---------- | -------- | ------------ | ---------------------------------- | ------------------------------------- | ------------- | ------- |
| 1        | 12-07-1965 | Hoylake And West Kirby Tournament Hoylake       |            | NC       | Gazon (ext.) | Margaret Smith Judy Tegart         | Rita Bentley Jill Blackman            | 6-1, 7-5      | Tableau |
| 2        | 11-07-1966 | Hoylake And West Kirby Tournament Hoylake       |            | NC       | Gazon (ext.) | Maria Bueno Margaret Smith         | Norma Baylon Annette Van Zyl          | 6-2, 6-1      | Tableau |
| 3        | 15-07-1967 | Rothmans North of England Champ’s Hoylake       |            | NC       | Gazon (ext.) | Helen Gourlay Judy Tegart          | Christine Truman Virginia Wade        | 6-4, 6-3      | Tableau |
| Ère Open |            |                                                 |            |          |              |                                    |                                       |               |         |
| 4        | 15-07-1968 | Liverpool Post North of England Champ’s Hoylake |            | NC       | Gazon (ext.) | Margaret Smith Court Virginia Wade | Lesley Turner Pat Walkden             | 8-6, 6-2      | Tableau |
| 5        | 14-07-1969 | Rothmans North of England Champ's Hoylake       |            | NC       | Gazon (ext.) | Virginia Wade Joyce Barclay        | Christine Janes Nell Truman           | 6-3, 6-4      | Tableau |
| 6        | 13-07-1970 | Rothmans North of England Champ’s Hoylake       |            | NC       | Gazon (ext.) | Karen Krantzcke Kerry Melville     | Judy Tegart-Dalton Julie Heldman      | 6-2, 12-10    | Tableau |
| 7        | 12-07-1971 | Rothmans North of England Champ’s Hoylake       |            | 10 000 $ | Gazon (ext.) | Rosie Casals Billie Jean King      | Margaret Smith Court Evonne Goolagong | Forfait       | Tableau |
| 8        | 17-07-1972 | Rothmans North of England Champ’s Hoylake       | Grand Prix | 13 000 $ | Gazon (ext.) | Evonne Goolagong Helen Gourlay     | Brenda Kirk Pat Pretorius             | Partage       | Tableau |
| 9        | 16-07-1973 | Rothmans North of England Champ’s Hoylake       |            | NC       | Gazon (ext.) | Karen Krantzcke Virginia Wade      | Patti Hogan Sharon Walsh              | 5-7, 6-4, 6-1 | Tableau |
| 10       | 15-07-1974 | Rothmans North of England Champ’s Hoylake       |            | NC       | Gazon (ext.) | Jenny Dimond Dianne Fromholtz      | Patti Hogan Wendy Gilchrist           | 9-7, 6-3      | Tableau |

### Double mixte
| No       | Date       | Nom et lieu du tournoi                          | Catégorie | Dotation | Surface      | Vainqueures                       | Finalistes                  | Score    |         |
| -------- | ---------- | ----------------------------------------------- | --------- | -------- | ------------ | --------------------------------- | --------------------------- | -------- | ------- |
| 1        | 12-07-1965 | Hoylake And West Kirby Tournament Hoylake       |           | NC       | Gazon (ext.) | Margaret Smith Robert Howe        | Pat Walkden Isaías Pimentel | 6-1, 6-2 | Tableau |
| Ère Open |            |                                                 |           |          |              |                                   |                             |          |         |
| 2        | 15-07-1968 | Liverpool Post North of England Champ’s Hoylake |           | NC       | Gazon (ext.) | Margaret Smith Court Ken Fletcher | Virginia Wade Robert Howe   | Partage  | Tableau |

## Palmarès messieurs

### Simple
| No | Date       | Nom et lieu du tournoi             | Catégorie | Dotation | Surface      | Vainqueur         | Finaliste       | Score           |  |
| -- | ---------- | ---------------------------------- | --------- | -------- | ------------ | ----------------- | --------------- | --------------- |  |
| 1  | 09/07/1967 | West Kirby Championships, Hoylake  |           | NC $     | Gazon (ext.) | John Newcombe     | Roger Taylor    | 7-5, 3-6, 6-3   |  |
| 2  | 20/07/1968 | Rothmans North of England, Hoylake |           | NC $     | Gazon (ext.) | Mike Sangster     | Herb Fitzgibbon | 2-6, 6-4, 12-10 |  |
| 3  | 20/07/1969 | Rothmans North of England, Hoylake |           | NC $     | Gazon (ext.) | Ray Ruffels       | Brian Fairlie   | 6-3, 6-3        |  |
| 4  | 13/07/1970 | Rothmans North of England, Hoylake |           | NC $     | Gazon (ext.) | John Newcombe (2) | Owen Davidson   | 4-6, 9-7, 6-4   |  |
| 5  | 12/07/1971 | Rothmans North of England, Hoylake |           | NC $     | Gazon (ext.) | Andrew Pattison   | Jaidip Mukerjea | 6-2, 5-7, 6-2   |  |
| 6  | 17/07/1972 | Rothmans North of England, Hoylake |           | NC $     | Gazon (ext.) | Hank Irvine       | Ray Keldie      | Partage         |  |